# Tencent
Tencent Holdings Limited (čínsky 腾讯控股有限公司; pinyin: Téngxùn Kònggǔ Yǒuxiàn Gōngsī) je čínská nadnárodní akciová holdingová společnost, jejíž dceřiné společnosti se specializují na vývoj internetových služeb, médií, softwaru a umělé inteligence. Tencent byl založen v roce 1998 se sídlem v Šen-čenu a stal se jedním ze tří čínských internetových „gigantů“ spolu se společnostmi Baidu a Alibaba Group.
Tencent je indexován na hongkongské burze a největší podíly akcií Tencent vlastní jihoafrická holdingová společnost Naspers (31,2%), zakladatel Ma Huateng (8,6%) a mezi akcionáře s menším podílem patří také americká investiční banka JPMorgan Chase.

## Produkty

### Sociální sítě
Tencent vyvíjí aplikace a sociální média jako Tencent QQ, WeChat a microbloggingovou platformu Tencent Weibo. Vlastní podíly v Discord, Reddit, Snapchat, a TikTok.

### Videohry
Tencent investuje do videoherních studií a v současnosti vlastní více než čtvrtinu tohoto 135 mld. $ trhu.
V roce 2012 odkoupil 40% podíl v Epic Games, studiu, které vyvíjí Fortnite.
V roce 2013 odkoupil 5% podíl v Activision Blizzard, studiu, které vyvíjí například herní sérii Call of Duty, Diablo, World of Warcraft či Overwatch.
V roce 2015 se stal vlastníkem Riot Games, studia, které vyvíjí League of Legends.
V roce 2016 odkoupil 5% podíl v Paradox Interactive, studiu, které vyvíjí například Victoria 3, Europa Universalis IV či Hearts of Iron IV.
V roce 2017 odkoupil 11,5% podíl v Bluehole, studiu, které vyvíjí PlayerUnknown's Battlegrounds.
V roce 2018 odkoupil 5% podíl v Ubisoft, studiu, které vyvíjí například herní série Assassin's Creed, Far Cry či Watch Dogs.
V herním studiu Supercell, které vyvíjí mobilní hry (Clash of Clans, apod.) vlastní podíl 84,3%.

### Hudba
Tencent Music Entertainment Group (TME) je jedna z vedoucích online streamovacích hudebních služeb v Číně, vlastnící čtyři z nejpopulárnějších aplikací: QQ Music, KuGou Music, Kuwo Music a WeSing. KuGou Music je největší čínská hudební aplikace, kterou používá více než 450 mil. uživatelů měsíčně.

### Streamovací služby
Tencent Video je streamovací služba, pod níž spadají Huya Live, DouYu, KuaiShou, bilibili a Weishi. V roce 2019 mělo Tencent Video 100,2 mil. platících uživatelů, čímž se stalo nejpopulárnější streamovací službou v Číně. Huya Live je největší čínskou videoherní streamovací službou, kterou používá více než 150 mil. uživatelů měsíčně.

## Investice a expanze
Roku 2019 Tencent investoval 150 mil. amerických dolarů do sociální platformy Reddit, v pořadí třetí nejpopulárnější v USA s tržní hodnotou 3 miliardy dolarů. Mezi uživateli Redditu to vyvolalo obavy z cenzury.
K prosinci 2019, získal Tencent Music Entertainment (TME) 10% podíl v Universal Music Group, jejíž celková hodnota na trhu činí 30 mld. amerických dolarů. Společnosti spolupracují na domluvě o odkoupení dalších 10%.

## Kritika

### Sběr dat uživatelů
Roku 2016 Amnesty International hodnotila úroveň šifrování, ochrany soukromí a lidských práv u jedenácti největších světových technologických firem v pěti různých kategoriích a firmě Tencent ze sta možných bodů přidělila 0.
Firma je průkopníkem ve využívání umělé inteligence ke sledování a sbírání uživatelských dat. Jeho největší a nejznámější produkt komunikační aplikace WeChat je založen na registraci skrze telefonní čísla, a umožňuje tak masové sledování i sledování konkrétních osob. Tencent je povinen nasbírané informace sdílet s čínskými úřady. Ke sledování osob slouží také kumulování dat ze systému elektronických plateb prostřednictvím aplikace WeChat Pay.

### Cenzura v Číně
Tencent – jakožto společnost registrovaná se sídlem v Číně – podléhá čínským zákonům a jeho služby na území Číny podléhají místním zákonům, tedy i lokální cenzuře. WeChat je ze strany čínské vlády nejsledovanější sociální platformou. Používá umělou inteligenci k identifikaci a vymazání obrázků, které uživatelé sítě užívají, aby se vyhnuli cenzuře psaných vzkazů. Zavírá účty, které nejsou v souladu s čínskými zákony a cenzurou. Z iniciativy The University of Hong Kong byl zřízen tzv. WeChatscope, který uchovává zcenzurované (smazané) příspěvky ve veřejně dostupné databázi.
Podle kanadské výzkumné instituce Citizenlab blokuje WeChat konkrétní slovní spojení, která jsou ve vládním seznamu nevhodných výrazů.